# پل مونه
پل مونه (فرانسوی: Paul Mounet‎؛ ۵ اکتبر ۱۸۴۷–۱۰ فوریه ۱۹۲۲) هنرپیشه اهل کشور فرانسه بود.نام اصلی وی ژان-پل سالی بود.